# 伊薩山
艾砂山（Mount Isa）是位於澳大利亚昆士兰州西北部、接近北領地的一座內陸市鎮，鎮民人口近25,000，地區總人口有33,336（2007年）。伊薩山的行政層級屬「市」，為昆士蘭州西北部最重要的工商暨行政中心；主要經濟來源為包括了鋅、銅、銀、鉛的礦石產業，畜牧業為次。
地理上，與北領地首府達爾文距離有1601公里；與州內最近的沿海城市湯斯維則有904公里之遙。由於位於內陸、缺乏民生資源，故出生於當地的人口有外流的趨勢。

## 知名人物
- 格雷格·諾曼，高爾夫球運動員

## 外部連結
- 伊薩山市政府官網 （页面存档备份，存于）